# محمد إسلام بوقلية
محمد إسلام بوقلية ولد في 26 يوليو 1997 في تونس العاصمة، هو دراج هوائي تونسي، أصبح متسابق سباق ثلاثي بارالمبي بعد حادث مرور تعرض له.

## السيرة الذاتية
محمد إسلام بوقلية هو ابن الممثل والفكاهي التونسي شوقي بوقلية.

### دراج هوائي
بدأ محمد إسلام بوقلية مسيرته الرياضية في رياضة سباق الدراجات الهوائية، حيث شارك في البطولة العربية للمضمار لسنة 2013 أين حل ثانيا في فئة فردي سباق الزمن للشباب. في 2014، شارك في بطولة تونس للدراجات على الطريق وكان بطل تونس في فئتي فردي سباق الزمن للشباب وفردي الطريق للشباب.

### باراترايثلون/السباق الثلاثي
تعرض في سنة 2015 لحادث مرور استوجب إجراء عملية جراحية نتج عنها بتر ساقه اليسرى. 

بعد تعافيه، لم يتوقف محمد إسلام بوقلية عن مسيرته الرياضية وتحول لرياضات ذوي الاحتياجات الخاصة، أين أصبح لاعب باراترايثلون (سباق ثلاثي لذوي الاحتياجات الخاصة).

هو بطل أفريقيا للدراجات على الطريق للشباب في 2016، وبطل أفريقيا لمرتين في بطولة أفريقيا للترايثلون (فئة PS2) لسنتي 2017 و2018.

## الجوائز
يحتوي الجدول أسفله على قائمة الجوائز الدولية التي تحصل عليها محمد إسلام بوقلية في رياضة سباق الدراجات الهوائية ثم في باراترايثلون (سباق ثلاثي).
| السنة | المنافسة                                                       | الفئة                          | المكان                            | المركز |
| ----- | -------------------------------------------------------------- | ------------------------------ | --------------------------------- | ------ |
| 2013  | البطولة العربية للمضمار                                        | فردي سباق الزمن للشباب (13 كم) | الشارقة، الإمارات العربية المتحدة | الثاني |
| 2014  | بطولة تونس للدراجات على الطريق                                 | فردي سباق الزمن للشباب         | تونس                              | الأول  |
| 2014  | بطولة تونس للدراجات على الطريق                                 | فردي الطريق للشباب             | تونس                              | الأول  |
| 2015  | بطولة تونس للدراجات على الطريق                                 | فردي الطريق للشباب             | تونس                              | الثاني |
| 2016  | بطولة أفريقيا للدراجات على الطريق                              | الشباب                         | الدار البيضاء، المغرب             | الأول  |
| 2017  | بطولة أفريقيا للترايثلون                                       | فئة PS2                        | الحمامات، تونس                    | الأول  |
| 2018  | بطولة أفريقيا للترايثلون المؤهلة للألعاب الأولمبية للشباب 2018 | فئة PS2                        | الرباط، المغرب                    | الأول  |

## وصلات خارجية
- محمد إسلام بوقلية على موقع أرشيف الدراجات (الإنجليزية)
- محمد إسلام بوقلية على موقع إحصائيات الدراجات الإحترافية (الإنجليزية)
- محمد إسلام بوقلية على موقع اتحاد الترياتلون الدولي (الإنجليزية)